# Adapter
Adapter es un convertidor de archivos multimedia. Su función radica en transformar entre diversos formatos de audio, video e imágenes. Es freeware y es desarrollado por Macroplant. Funciona en Mac OS X (10.5, 10.6 o posterior) y Windows (7, Vista o XP).  Su última versión es la 0.9.06.

## Funciones
- Conversión de videos a los formatos de iPhone, iPod, PSP y Blackberry.
- Transferencia de videos a iPhone o iPod.
- Conversión específica. Permite seleccionar frecuencia, resolución, cuadros por segundo, etc.
- Previsualización de archivos.
- "Drag and Drop"

## Formatos
Funciona con los formatos 3g2, 3gp, 4xm, RoQ, ac3, alaw, asf, asf_stream, au, audio_dice, avi, crc, daud, dc1394, s, dv, dv1394, dvd, ea, ffm, film_cpk, flic, flv, gif, h261, h263, h264, idcin, image, image2, image2pipe, imagepipe, ipmovie, m4v, matroska, mjpeg, mmf, mov, mov, mp4, m4a, 3gp, 3g2, mp2, mp3, mp4, mpeg, mpeg1video, mpeg2video, mpegts, mpegvideo, mpjpeg, mulaw, nsv, null, nut, ogg, psp, psxstr, rawvideo, redir, rm, rtp, rtsp, s16be, s16le, s8, sdp, shn, sol, svcd, swf, u16be, u16le, u8, vcd, video4linux, vmd, vob, wav, wc3movie, wsaud, wsvqa y yuv4mpegpipe

## Licencia
Adapter funciona con el código de FFmpeg el cual está liberado bajo la LGPL v2.1